# Quirera com suã
A Quirera com suã ou quirera com carne de porco, é um prato típico da culinária cabocla do interior do Brasil, principalmente dos estados de Santa Catarina e Paraná. É um prato comum na região Oeste de Santa Catarina e dos Campos Gerais do Paraná.
Muito difundido principalmente na região dos Campos Gerais do Paraná. Esta região é a principal área de abrangência do Caminho das Tropas, sendo portanto, uma região com heranças do tropeirismo, acreditando-se então que este prato, que é preservado na região desde da época da ocupação, tenha sido incorporado na culinária paranaense pelos tropeiros.
Consiste em quirera de milho (milho quebrado conhecido também como canjiquinha) preparada cozida com carne de porco (especialmente o suã), pedaço próximo da espinha do porco, que era considerada pouco nobre, e temperada com cebola, cheiro-verde e manjerona.

## Descrição
É muito saboroso, e sua origem é atribuída aos tropeiros que passavam pela região, conduzindo as tropas desde o Rio Grande do Sul até Sorocaba e Minas Gerais. É comida de viajante, pois podia ser feita em acampamento, de maneira fácil e rápida, e a carne de porco era geralmente defumada ou salgada. Por ser um prato quente, ajudava a enfrentar as frias noites de inverno na região dos campos sulinos.
Na atualidade o prato é muito apreciado no inverno, acompanhada de uma salada de folhas verdes (alface, rúcula, almeirão ou agrião), e de vinho tinto. Algumas pessoas, por preconceito ou desconhecimento, não consideram ser a quirera um prato típico da região. É que, sendo os ingredientes muito baratos, sempre foi considerada "comida de pobre". No entanto, já existem bons restaurantes na região a oferecê-la com um preparo mais sofisticado como atrativo gastronômico.

## Variações
A quirera sulina lembra muito a canjiquinha mineira. Embora os pratos sejam bem parecidos, a diferença está no modo de preparo e nos temperos, além da consistência, sendo que o milho da canjiquinha é mais triturado, formando uma papa, o que lembra muito um angu brasileiro. A canjiquinha pode ser considerada uma variedade do xerém típico de Portugal, sendo servida com linguiça, com carne bovina ou suína. No Sul do Brasil, há também variações no modo de preparo e na nomenclatura, podendo usar a quirera amarela ou branca. No Paraná, basicamente é feita com carne suína, mas pode ser encontrada em outras regiões sendo preparada com carne de frango. Em alguns municípios o prato é denominado de quirerada.
No município paranaense de Lapa há a variação denominada de quirera lapeana. Neste município, o prato é originado das populações afro-brasileiras. A quirera, composta de milho quebrado e a carne de suã, era servida nas festas da Congada, típicas da cultura negra deste município e foi aos poucos sendo incorporada à culinária da comunidade lapeana. Em Mato Rico o prato é servido em festividades. O prato pode ser encontrado em diversos municípios do Paraná, como por exemplo, Curitiba, Ponta Grossa, Castro e Tibagi.

## Prato típico
No município de Pitanga, a quirerada foi escolhida como prato típico, oficializado pela Lei n.º 630 de 20 de setembro de 1994.
Em Jaguariaíva a quirera com carne de porco foi reconhecida como prato representativo do município, porém sem caráter oficial.  Esse reconhecimento simbólico foi consolidado com a promulgação da Lei nº 3.070/2025, que instituiu, em caráter oficial, a Quirerada com carne de porco como prato típico do Município de Jaguariaíva, Estado do Paraná.